# David Rigby
Pour les articles homonymes, voir Rigby.
David Rigby est un acteur et producteur né le 26 mars 1945 au Canada.

## Filmographie

### Comme acteur
(avril 2020).
- 1983 : The Adventures of Bob & Doug McKenzie: Strange Brew : Policeman
- 1983 : Dead Zone (The Dead Zone) : Truck Driver
- 1984 : Le Marchand d'armes (The Gunrunner) : Goon 1
- 1985 : Keeping Track : Taxi Driver
- 1987 : The Pink Chiquitas : Hitman #1
- 1987 : Opération survie (The Survivalist) : garde national
- 1987 : Ford: The Man and the Machine (TV) : Outrider
- 1991 : Scanners 2, le nouveau règne (Scanners II: The New Order) : Policeman
- 1991 : Deadly Surveillance (TV) : Henchman #1
- 1992 : Twin Sisters (vidéo) : Security Guard
- 1995 : Vents contraires (TV) : Drug Dealer #1
- 1995 : Silent Hunter : Bank Guard
- 1995 : Liste noire : Agresseur
- 1996 : Coyote Run : Lou
- 1998 : Simon Birch : Bus Driver
- 1999 : Kayla : Logging Truck Driver
- 2000 : Cause of Death : Cabbie
- 2000 : La Liste (The List) : Man #2
- 2005 : Combat pour la justice (Hunt for Justice) (TV) : Cripple man crossing SOC
- 2006 : Maid of Honor (TV) : Truck driver
- 2006 : Slevin (Lucky Number Slevin) : Elevator Man
- 2006 : Race for Mars (TV)

### Comme producteur
- 2006 : The Descendant